# Vânătoare tragică
Vânătoare tragică (titlul original: Caccia tragica) este un film dramatic italian, realizat în 1947 de regizorul Giuseppe De Santis protagoniști fiind actorii Massimo Girotti, Vivi Gioi, Andrea Checchi și Carla Del Poggio.
Viitorii regizori Michelangelo Antonioni și Carlo Lizzani au fost co-scenariști.

## Conținut
După terminarea celui de-al doilea război mondial, undeva în Emilia-Romagna din Italia, țăranii au înființat o cooperativă de lucru. Țara era distrusă de război iar sărăcia era mare. Un grup de bandiți împreună cu Daniela, o fostă colaboratoare a naziștilor zisă și Lili Marlene, atacă mașina care transporta banii cooperativei. Țăranii încep o hăituială a bandiților în  Delta Padului, cu urmări tragice...

## Distribuție
- Massimo Girotti - Michele
- Vivi Gioi - Daniela 'Lili Marlene'
- Andrea Checchi - Alberto
- Carla Del Poggio - Giovanna
- Vittorio Duse - Giuseppe
- Checco Rissone - Mimì
- Umberto Sacripante - șchiopul
- Alfredo Salvatori - un factor
- Folco Lulli - un factor
- Michele Riccardini - șeful poliției
- Eugenia Grandi - Sultana
- Piero Lulli - șoferul
- Guido Della Valle - germanul
- Ermanno Randi - Andrea
- Massimo Rossini - căprarul
- Enrico Tacchetti - contabilul
- Carlo Lizzani

## Premii și nominalizări
Filmul a câștigat două premii Nastro d'Argento: 
- cea mai bună regie (Giuseppe De Santis)
- cel mai bun rol secundar feminin (Vivi Gioi)